# Sinocrossocheilus
Sinocrossocheilus es un género de peces de la familia Cyprinidae y de la orden de los Cypriniformes.

## Especies
- Sinocrossocheilus bamaensis (Barro, 1981)
- Sinocrossocheilus guizhouensis (Wu a Wu, Lin, Chen, Chen & He, 1977)
- Sinocrossocheilus labiata (Su, Yang & Cui, 2003)
- Sinocrossocheilus labiatus (Su, Yang & Cui, 2003)
- Sinocrossocheilus liuchengensis (Liang, Liu & Wu, 1987)
- Sinocrossocheilus longibulla (Su, Yang & Cui, 2003)
- Sinocrossocheilus megalophthalmus (Chen, Yang & Cui, 2006)
- Sinocrossocheilus microstomatus (Wang & Chen, 1989)
- Sinocrossocheilus nigrovittata (Su, Yang & Cui, 2003)
- Sinocrossocheilus papillolabra (Su, Yang & Cui, 2003)
- Sinocrossocheilus tridentis (Cui & Chu, 1986)

- Datos: Q6425046
- Especies: Sinocrossocheilus